# La Foudre
La La Foudre fu la prima portaidrovolanti della Marine nationale della Francia e della storia. Il suo sviluppo segue l'invenzione, nel 1910, dell'idrovolante francese, il Canard Voisin.

## Storia
La prima nave appoggio idrovolanti fu La Foudre della Marine nationale nel 1911, successivamente all'invenzione dell'idrovolante nel 1910 (il francese Canard Voisin). La Foudre trasportava gli idrovolanti in un hangar sul ponte principale dal quale venivano calati in acqua con una gru. Venne ulteriormente modificata nel novembre 1913 con un ponte piatto da 10 metri per lanciare i suoi propri idrovolanti.
La nave viene varata nel 1892 a Bordeaux e armata nel 1895.
Viene modificata in torpediniera nel 1896.
Viene modificata in nave scuola nel 1907.
Viene modificata in posamine nel 1910
Viene modificata in nave appoggio idrovolanti nel 1911.
Viene modificata nel 1914 con l'installazione di una piattaforma.